# Tällberg
Tällberg is een plaats in de gemeente Leksand in het landschap Dalarna en de provincie Dalarnas län in Zweden. De plaats heeft 637 inwoners (2005) en een oppervlakte van 307 hectare.
De plaats ligt aan het meer Siljan. Er is een Tällberg een plaats aan het Siljan, die speciaal is ingericht om er te recreëren.
In Tällberg wordt sinds 2005 het Tällberg Forum gehouden, dit forum heeft jaarlijks zo'n 500 deelnemers en er wordt gesproken over internationale samenwerking. In Tällberg is de meest waardevolle privékunstverzameling van Zweden, deze verzameling bevat onder anderen werk van Picasso.

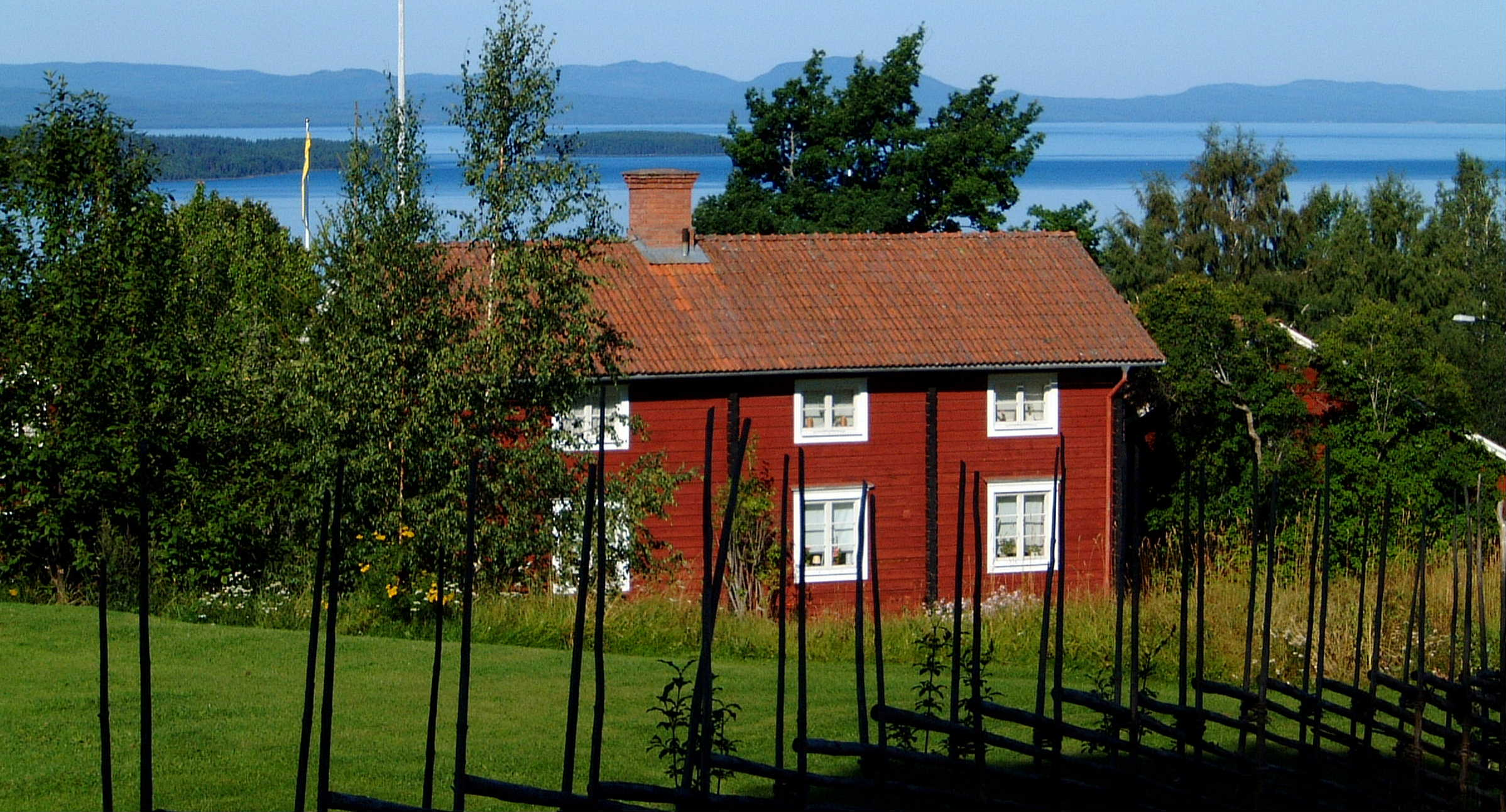
Typisch falurood huis in Tällberg

## Verkeer en vervoer
Bij de plaats loopt de Riksväg 70.
De plaats heeft een station aan de spoorlijn Uppsala - Morastrand.